# ProPublica
ProPublica è un'organizzazione non a scopo di lucro statunitense, con sede a Manhattan, che mira a produrre giornalismo investigativo di interesse pubblico. È stata la prima testata giornalistica online a vincere, nel 2010, un Premio Pulitzer, per un articolo scritto da uno dei suoi giornalisti e pubblicato, oltre che sul sito ufficiale, anche sul New York Times Magazine.
ProPublica afferma che le sue indagini sono condotte dal suo staff di giornalisti investigativi a tempo pieno e che i reportage che ne derivano sono distribuiti ai giornalisti per la pubblicazione o la trasmissione. In alcuni casi, i giornalisti di ProPublica e dei suoi partner hanno lavorato insieme su una storia. ProPublica ha collaborato con più di 90 diverse organizzazioni giornalistiche e ha vinto quattro Premi Pulitzer.

## Storia
ProPublica nasce da un'idea di Herbert e Marion Sandler, ex amministratori delegati della Golden West Financial Corporation, che hanno destinato 10 milioni di dollari all'anno al progetto. I Sandler hanno assunto Paul Steiger, ex direttore del Wall Street Journal, per creare e gestire l'organizzazione come caporedattore. Quando è stata fondata ProPublica, Steiger ha replicato alle preoccupazioni sul ruolo delle opinioni politiche dei Sandler, dicendo al The Newshour with Jim Lehrer:
ProPublica ha avuto una redazione iniziale di 28 giornalisti e redattori, tra cui i vincitori del Premio Pulitzer Charles Ornstein, Tracy Weber, Jeff Gerth e Marcus Stern, e in seguito è cresciuta fino a 34 giornalisti che lavorano a tempo pieno. Steiger ha dichiarato di aver ricevuto ben 850 candidature all'avvio di ProPublica. L'organizzazione ha anche nominato un comitato consultivo per il giornalismo composto da 12 membri, composto da giornalisti professionisti.
Il gruppo editore pubblica le proprie notizie con la licenza Creative Commons non derivativa, non commerciale.
Il 5 agosto 2015, Yelp ha annunciato una partnership con l'azienda per contribuire a migliorare le statistiche sanitarie.

## Finanziamenti
Anche se ProPublica ha ricevuto un sostegno finanziario significativo da parte della Sandler Foundation, ha anche ricevuto finanziamenti dalla Knight Foundation, dalla Fondazione MacArthur, dal The Pew Charitable Trusts, dalla Ford Foundation, dalla Carnegie Corporation e dalla Atlantic Philanthropies. ProPublica e la Knight Foundation hanno diversi legami. Ad esempio Paul Steiger, presidente di ProPublica, è un amministratore fiduciario della Knight Foundation. Analogamente, Alberto Ibarguen, presidente e amministratore delegato della Knight Foundation, fa parte del consiglio di amministrazione di ProPublica.
ProPublica ha attirato l'attenzione per gli stipendi dei propri dipendenti. Nel 2008 Paul Steiger, direttore di ProPublica, ha ricevuto uno stipendio di 570.000 dollari. Nel 2010, otto dipendenti di ProPublica hanno guadagnato più di 160.000 dollari, tra cui il direttore Stephen Engelberg (343.463 dollari) e il giornalista più pagato, Dafna Linzer, ex dipendente del Washington Post (205.445 dollari).

## Premi
Nel 2010, ProPublica ha vinto il Premio Pulitzer per il miglior giornalismo investigativo (è stato assegnato anche ad un'altra organizzazione giornalistica per una storia diversa) per The Deadly Choices At Memorial, "una storia che racconta le pressanti decisioni di vita e morte prese dai medici esausti di un ospedale quando sono stati tagliati fuori dalle inondazioni dell'uragano Katrina". È stato scritto da Sheri Fink di ProPublica e pubblicato sul New York Times Magazine e su ProPublica.org. Questo è stato il primo Pulitzer assegnato ad una testata giornalistica online. L'articolo ha vinto anche il National Magazine Award 2010 for Reporting.
Nel 2011, ProPublica ha vinto il suo secondo premio Pulitzer. I giornalisti Jesse Eisinger e Jake Bernstein hanno vinto il Premio Pulitzer per il miglior giornalismo nazionale per la serie The Wall Street Money Machine. Questa è stata la prima volta che un Pulitzer è stato assegnato a un gruppo di storie non pubblicate su carta stampata.
Nel 2016, ProPublica ha vinto il suo terzo Premio Pulitzer, questa volta per Explanatory Reporting, in collaborazione con il Marshall Project per "una sorprendente indagine ed esposizione dei continui fallimenti delle forze dell'ordine nell'indagare correttamente le denunce di stupro e nel comprendere gli effetti traumatici sulle sue vittime".
Nel 2017, ProPublica e il New York Daily News sono stati premiati con il Premio Pulitzer per il miglior giornalismo di pubblico servizio per una serie di articoli sull'uso delle norme di sfratto da parte del New York City Police Department.

## Reportage e progetti degni di nota
Il loro team di giornalisti e redattori comprende Scott Klein, Olga Pierce, Sisi Wei, Ryann Grochowski Jones, Lena Groeger e Al Shaw.
- Documentare l'odio (Documenting Hate)

Nel 2017, ProPublica ha lanciato il progetto Documentare l'odio per il tracciamento sistematico dei crimini d'odio e episodi di discriminazione. Il progetto fa parte dei loro Diritti Civili e permette alle vittime o ai testimoni di episodi di crimini d'odio di presentare le loro storie. Il progetto consente inoltre ai giornalisti e alle redazioni di collaborare con ProPublica per scrivere storie in base al set di dati che stanno raccogliendo. Ad esempio, la Minneapolis StarTribune ha collaborato con ProPublica per pubblicare articoli sulla denuncia di crimini di odio in Minnesota.
- Monitoraggio degli sfratti e stabilizzazione degli affitti a New York (Tracking Evictions and Rent Stabilization in New York City)

Questa mappa interattiva permette alle persone di cercare indirizzi a New York City per visualizzare gli esiti dei casi di sfratto. L'applicazione è stata nominata per un Livingston Award.
- Un incredibile caso di stupro (An Unbelievable Story of Rape)

T. Christian Miller di ProPublica e Ken Armstrong del Marshall Project hanno collaborato a questo articolo sul processo che ha portato alla scoperta di uno stupratore seriale in Colorado e nello stato di Washington. Ha vinto il premio Pulitzer Prize for Explanatory Reporting del 2016.